# Ils avaient la peau brune et les yeux dorés
Ils avaient la peau brune et les yeux dorés (titre original : Dark They Were, and Golden-Eyed) est une nouvelle de Ray Bradbury, publiée en 1949 dans le recueil Un remède à la mélancolie.